# Still the Same... Great Rock Classics of Our Time
Still the Same... Great Rock Classics of Our Time è il ventiquattresimo album in studio di Rod Stewart, pubblicato nel 2006 dalla J Records ed ha raggiunto la prima posizione nelle classifiche Billboard 200, Recording Industry Association of New Zealand e Billboard Canadian Albums.
Contiene alcuni classici del rock interpretati da Stewart. La versione per il mercato inglese include una bonus track.

## Tracce
1. Have You Ever Seen the Rain? (John Fogerty) - 3:12
2. Fooled Around and Fell in Love (Elvin Bishop) -3:48
3. I'll Stand by You (Chrissie Hynde, Thomas Kelly, William Steinberg) - 4:29
4. Still the Same (Bob Seger) - 3:38
5. It's a Heartache (Ronnie Scott, Steve Wolfe) -3:32
6. Day After Day (Peter Ham) - 3:07
7. Missing You (Mark Leonard, Charles Sandford, John Waite) - 4:18
8. Father and Son (Cat Stevens) - 3:36
9. The Best of My Love (Don Henley, Glenn Frey, J. D. Souther) - 3:44
10. If Not for You (Bob Dylan) - 3:36
11. Love Hurts (Boudleaux Bryant) - 3:47
12. Everything I Own (David Gates) - 3:06
13. Crazy Love (Van Morrison) - 2:42

Bonus track per l'Inghilterra
1. Lay Down Sally (Eric Clapton, Marcy Levy, George Terry) - 4:00